# 137
137 рік — невисокосний рік, що почався у вівторок за григоріанським календарем. 
Римська імперія •  Парфянське царство •  Кушанське царство •  Східна Хань •  Сармати

## Геополітична ситуація
Римську імперію очолює імператор Адріан (до 138). Імперія  займає Апеннінський, Піренейський та Балканський півострови, Галлію, частину Британії, Близький Схід, Північну Африку включно з Єгиптом. 
Наймогутніша держава центральної Азії — Парфянське царство. Наймогутніша держава Індостану — Кушанське царство. Династія Хань править у Китаї.  Корейський півострів ділять між собою Три корейські держави. 
Триває докласичний період цивілізації мая.
На території майбутньої України, в степах Причорномор'я, кочують сармати, північніше — племена Черняхівської культури.

## Події
- Консулами в Римі були Луцій Елій Цезар та Публій Целий Бальбін Вібуллій Пій.
- Закінчилося будівництво Храму Венери і Роми в Римі.
- У Пальмірі  запроваджено податкові закони.[1] Місто процвітало за рахунок численних караванів з рідкісними товарами з Перської затоки та завдяки експорту на Схід товарів, що вироблялися в середземноморських країнах.
- На кордонах Китаю продовжувалися зіткнення ханьців з тибетцями-цянами.

## Померли
- Телесфор І — восьмий папа Римський[2].
- після 137 — Тіберій Клавдій Аттік Герод — державний діяч Римської імперії.